# Концентрована соларна енергија
Концентрована соларна енергија или ЦСП (енгл. Concentrated Solar Power) је соларна енергија која се користи у соларним термоелектранама, где се производи електрична енергија, најчешће на комбиновани погон (уз соларни, додатни извор на фосилна горива, најчешће природни гас). У њима се Сунчева енергија прво претвара у топлотну, те потом у електричну. Упркос чињеници да је у том процесу конверзије једна карика више, степен искоришћења им је завидан (20-40%), а негативан утицај на околину занемарљив. Подручја с пуно сунчаних сати (попут пустиња и полупустиња) изразито су погодна за изградњу оваквих електрана.
Тренутно у свету ради неколико концентрованих соларних топлотних електрана. У њима се помоћу система огледала (равних или параболичних) или сочива, комбинованог са системом за праћење положаја Сунца на небеском своду, директно Сунчево зрачење фокусира на контејнере са неким флуидом (вода, уље, течни натријум и сл.) који се загрева, те се његовим проласком кроз парне турбине или Стирлинг (топлотне) моторе производи електрична енергија. У том процесу настају врло високе температуре, па су овакви системи уједно погодни за производњу топлоте и паре за друге намене (когенерација). За примену оваквих система потребна је дневна ведрина, те у подручјима са значајнијом наоблаком имају ограничену применљивост. Према изведби и коришћеном систему огледала/сочива, системи са сунчевом концентрисаном снагом се деле на неколико група:
- параболе колектори
- сунчеви торњеви
- сунчеви тањири
- Фреснел колектори
- сунчеве узгонске електране[1]

## Параболе колектори
Састављени су од низа дугих параболичних огледала и колектора (цевовода) смештеног у жариште. Велика је предност овог система што се не мора кретати уколико је помак положаја Сунца на небу у односу на систем паралелан, јер Сунчеви зраци у таквим условима и даље падају на колекторе, док је у осталим околностима потребна ротација око 1 оси. У колекторском систему струји синтетичко уље, растопљена со или пара под притиском.
Губици конвекцијом и кондукцијом могу се смањити смештањем колектора у вакуумирано стакло. Највећа соларна термоелектрана је Сунчева термоелектрана СЕГС, са парабола колекторима инсталирана је у пустињи Мохаве у јужној Калифорнији, у периоду од 1985. до 1991., укупне снаге 354 МВ и укупне површине колектора од 2.295.000 м2.

## Сунчеви торњеви
Електране овога типа просторно су захтевне, јер се око централног торња смешта велики број огледала која рефлектују сунчеве зраке у колектор. Захваљујући могућности постизања врло високих температура, искористљиви су не само у производњи, него иу складиштењу енергије, које зависи од коришћеног флуида. Додатна им је предност да се могу изградити и у брдским подручјима. Огледала су конструисана као хелиостати (ротација око две осе), јер током дана морају пратити положај Сунца на небеском своду. Тиме је цена градње и одржавања повећана.

## Сунчани тањири
Састоје се од низа огледала посложених у облику параболе који рефлектујући фокусирају директне Сунчеве зраке у жариште где се налази колектор. У њему се развијају веома високе температуре. Загрејани флуид погони Стирлингов мотор или парна машина. За рад им је неопходно ведро време, а оптимално позиционирање постиже се ротацијом "тањира" око две вертикалне осе. Степен искоришћења оваквих уређаја је око 30% (теоријски до 90%), а концентришућа снага је обично од 30 до 50 Сунаца (што значи да се толико пута повећа доток Сунчевог зрачења по јединици површине у односу на стање без концентрисања помоћу огледала). Ограничавајуће околности за ширу примену су честа сервисирања због механичких делова, те скупа параболична огледала. Соларне термоелектране са тањираста колекторима погодне су за мање потрошаче електричне енергије снаге до 100 кВ.

## Фреснелови колектори
Ови системи се састоје од низа дугих равних или мало закривљених огледала, која ротирајући само око 1 оси прате положај Сунца и рефлектују директне Сунчеве зраке на фиксни линијски колектор на висини од око 8 м од тла, којих може бити један (прототип Солармундо, Белгија) или више (прототип ЦЛФР - Цомпацт Линеар Фреснел Рефлекторс, Аустралија - компактни линијски Фреснел рефлектори). Оба поменута погона су у фази прототипа и требало би да буду делови хибридног (когенерацијског) система, умањујући утрошак фосилних горива за добијање електричне енергије. Максимални учинак (од око 20%) постиже се захваљујући покретним ротирајућим огледалима која не бацају сенку на околна огледала. У месту Бејкерсфилд (Калифорнија) завршена је Сунчева термоелектрана Кимберлин, која има инсталирану снагу 5 МВ и прва је тржишна електрана која на ради на принципу Фреснелових колектора.

## Сунчеве узгонске електране
Електрична енергија се овом технологијом добија помоћу стандардних парних турбина смештених у торњу и погоњених топлим ваздухом. Топли ваздух производи се испод велике остакљене површине, а према торњу се гиба због укошености површине. Остакљена површина треба бити изразито велика. Претварање сунчеве у топлотну енергију није ефикасна, но интересантна је због ниских инвестиционих трошкова. Прототип који је изграђен 1982. у Шпанији и био је у пробном раду до 1989., имао је проблема са вртложења. Темељни предуслов за градњу сунчевих димњачких електрана достатан је интензитет Сунчевог зрачења.

## Систем за складиштење топлоте
Сви наведени системи са сунчевом концентриранон снагом могу знатно повећати своју ефикасност и поузданост у испоруци електричне енергије уградњом система за складиштење топлоте. Вишак Сунчеве енергије током дана који не може бити претворен у електричну енергију, складишти се у облику топлотне енергије и користи након заласка Сунца. За ту сврху користе се материјали велике енергетске густине (тј. Топлотног капацитета), као што је нпр. кухињска со, чији је састојак натријум (метал управо таквих својстава), а могућа је употреба и прегрејане водене паре при високом притиску (50 бара) и температури (готово 300 °C), те прочишћени графит.
У будућности се очекује, када се из фазе прототипа и пробних погона пређе на комерцијалну примену, смањење трошкова улагања у сунчеве термоелектране са парабола колекторима за 50%, у сунчане термоелектране са прихватником на торњу и пољем хелиостата за 33%, те у сунчеве термоелектране с парабола тањураста колекторима за 25%.
Прво концентровано соларно постројење у Србији инсталриано је 2014. године у месту Бадњевац код Крагујевца. Професор Владан Петровић поставио је у свом дворишту "Тањир", пречника 13 метара, који се окреће према сунцу. Тако сакупљена сунчева енергија акумулира се у већем постројењу и ту може да се "чува" и користи током целе године, свих 365 дана.